# Unità Popolare (Cile)

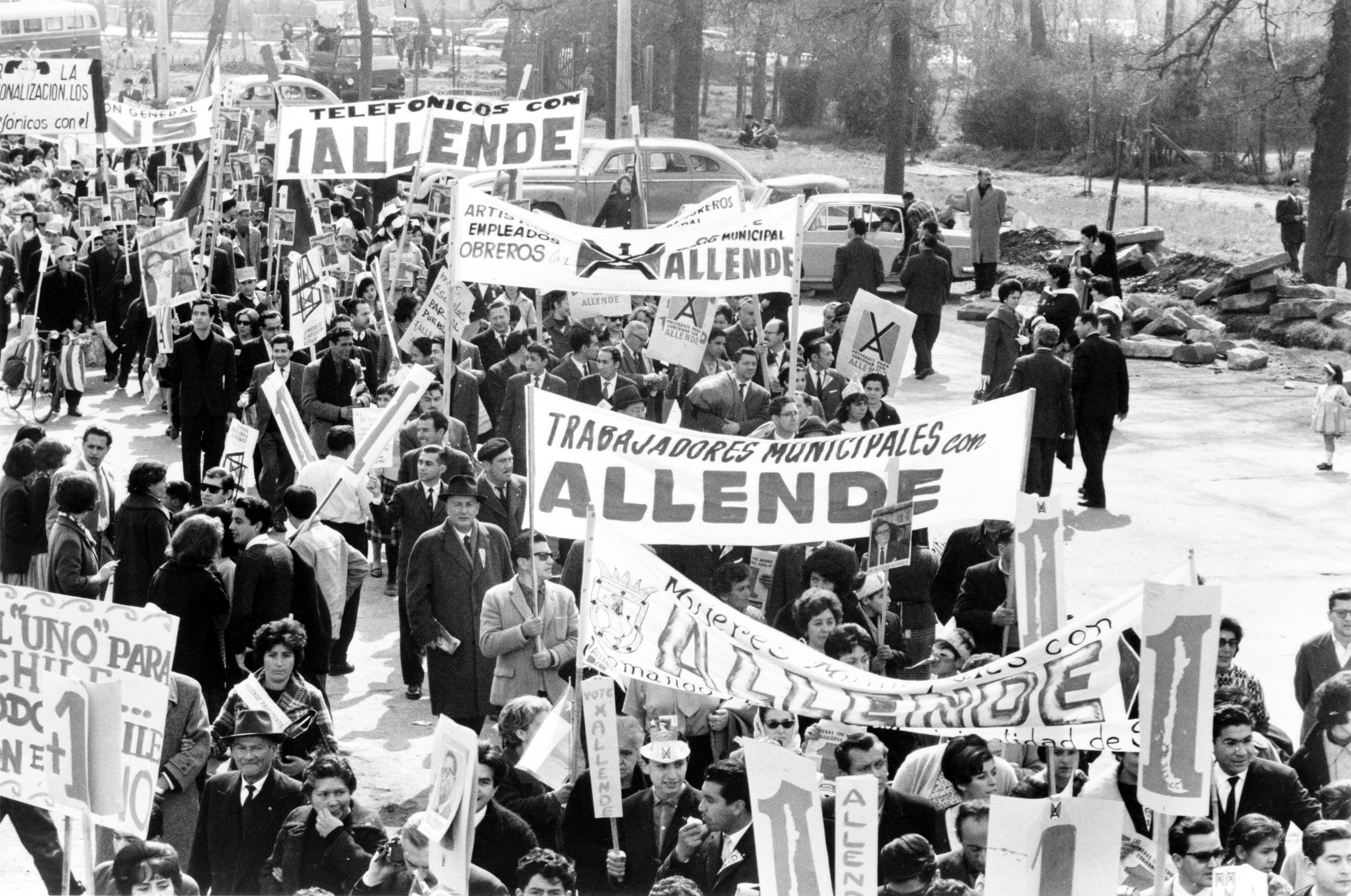
Marcia a favore di Allende

Unità Popolare (in spagnolo Unidad Popular, UP) fu un'alleanza dei partiti di sinistra e centro-sinistra cileni che sostenne Salvador Allende alle elezioni presidenziali in Cile del 1970.

## Storia
Fu fondata nel dicembre del 1969 per rimpiazzare il Frente de Acción Popular alle presidenziali; era formata da socialisti, comunisti, radicali e cattolici di sinistra. Comprendeva la maggior parte dei partiti di sinistra e di centro-sinistra cileni come il Partito Socialista, il Partito Comunista, il Partito Radicale e il Movimento d'Azione Popolare Unitario (quest'ultimo generatosi dalla fuoriuscita dei componenti dell'ala sinistra del Partito Democratico Cristiano del Cile). Inoltre ottenne l'appoggio anche dalla Federazione dei Sindacati Nazionali e dalla CUT (Central Única de Trabajadores).
Il suo leader, Salvador Allende, era un socialista marxista, cofondatore del Partito Socialista del Cile. Inizialmente però il Partito Comunista del Cile propose come candidato presidente il premio Nobel Pablo Neruda.
Il 4 settembre 1970 Salvador Allende ottenne il maggior numero di voti, il 36,29%. Il 24 ottobre il Congresso nazionale cileno ratificò la sua elezione: Salvador Allende poté così incominciare a mettere in pratica il programma rivoluzionario della Unidad Popular, la cosiddetta Vía chilena al socialismo.
La Unidad Popular trovò però una forte opposizione interna al Paese sia dalla destra reazionaria sia dalla borghesia che vedeva messo in pericolo i propri interessi. La Unidad Popular venne travolta dal golpe del 1973; Salvador Allende morì durante l'attacco alla Moneda mentre i suoi collaboratori vennero torturati e uccisi oppure scapparono all'estero. La Unidad Popular continuò a esistere in esilio fino al 1981.
L'inno dell'Unidad Popular, Venceremos fu scritto da Claudio Iturra (parole) e Sergio Ortega (musica) e fu inciso, tra gli altri, dagli Inti-Illimani, da Victor Jara e, in Italia, anche da Milva.